# Список найпопулярніших відео на YouTube
Це список найпопулярніших відео на YouTube. Він включає в себе 30 популярних відео всіх часів, які отримані з діаграм «YouTube». До цього списку не включені деякі відео, які підозрюються YouTube в маніпуляціях із накрутками лічильників; були різні подібні випадки. Артисти з найпопулярнішими кліпами — Джастін Бібер (5 кліпів, що набрали більше 1 млрд, тут 4 кліпи) та 4 артисти мають по 4 кліпи, які переглянули більше 1 млрд (в цьому списку не всі їхні кліпи): Кеті Перрі (кліпи «Рев», «Салют (Firework)» і «Dark Horse»), Бруно Марс, Нікі Джем та Шакіра. Станом на лютий 2021 року всі відео набрали більше 2 млрд переглядів, а найпопулярніше музичне відео — Despacito Луїса Фонсі за участю Daddy Yankee. В той же час із 4 листопада 2020 року найпопулярнішим відео стало дитяче відео із мультиплікаційними вставками "Baby Shark Dance".

## Топ відео
| Місце                    | Назва                                       | Виконавець                                               | Переглядів, млрд (на 20 лютого 2021) | Дата завантаження | Примітки |
| ------------------------ | ------------------------------------------- | -------------------------------------------------------- | ------------------------------------ | ----------------- | -------- |
| 1.                       | "Baby Shark Dance"                          | Pinkfong! Kids' Songs & Stories                          | 12.5                                 | 17 червня 2016    |          |
| 2.                       | «Despacito»                                 | Луїс Фонсі за участю Daddy Yankee                        | 8.02                                 | 13 січня 2017     |          |
| 3.                       | "Johny Johny Yes Papa"                      | LooLoo Kids                                              | 5.68                                 | 8 жовтня 2016     |          |
| 4                        | «Shape of You»                              | Ед Ширан                                                 | 5.45                                 | 30 січня 2017     |          |
| 5.                       | «See You Again»                             | Wiz Khalifa                                              | 5.25                                 | 6 квітня 2015     |          |
| 6.                       | «Bath Song»                                 | Cocomelon — Nursery Rhymes                               | 4.49                                 | 2 травня 2018     |          |
| 7.                       | «Учим цвета-Разноцветные яйца на ферме»     | Мирошка ТВ                                               | 4.46                                 | 27 лютого 2018    |          |
| 8.                       | "Маша и Медведь: Маша плюс каша (17 Серия)" | Get Movies                                               | 4.46                                 | 31 січня 2012     | [ A ]    |
| 9.                       | «Uptown Funk»                               | Марк Ронсон за участю Бруно Марс                         | 4.28                                 | 19 листопада 2014 |          |
| 10.                      | «Gangnam Style»                             | PSY                                                      | 4.18                                 | 15 липня 2012     |          |
| 11.                      | «Phonics Song with Two Words»               | ChuChu TV                                                | 4.14                                 | 6 березня 2014    |          |
| 12.                      | «Dame Tu Cosita»                            | El Chombo                                                | 3.57                                 | 5 квітня 2018     |          |
| 13.                      | «Sugar»                                     | Maroon 5                                                 | 3.54                                 | 14 січня 2015     |          |
| 14.                      | «Sorry»                                     | Джастін Бібер                                            | 3.46                                 | 22 жовтня 2015    |          |
| 15.                      | «Roar»                                      | Кеті Перрі                                               | 3.42                                 | 5 вересня 2013    |          |
| 16.                      | «Counting Stars»                            | OneRepublic                                              | 3.38                                 | 31 травня 2013    |          |
| 17.                      | «Thinking Out Loud»                         | Ед Ширан                                                 | 3.31                                 | 7 жовтня 2014     |          |
| 18.                      | "Wheels on the Bus"                         | Cocomelon – Nursery Rhymes                               | 3.24                                 | 24 квітня 2018    |          |
| 19.                      | «Dark Horse»                                | Кеті Перрі за участю Juicy J                             | 3.14                                 | 20 лютого 2014    |          |
| 20.                      | "Faded"                                     | Alan Walker                                              | 3.13                                 | 3 грудня 2015     |          |
| 21.                      | "Girls Like You"                            | Maroon 5 featuring Cardi B                               | 3.11                                 | 30 травня 2018    |          |
| 22.                      | «Shake It Off»                              | Тейлор Свіфт                                             | 3.09                                 | 18 серпня 2014    |          |
| 23.                      | «Lean On"                                   | Major Lazer та DJ Snake за участю MØ                     | 3.09                                 | 22 березня 2015   |          |
| 24.                      | «Bailando»                                  | Енріке Іглесіас за участю Descemer Bueno & Gente De Zona | 3.09                                 | 11 квітня 2014    |          |
| 25.                      | «Let Her Go»                                | Passenger                                                | 3.07                                 | 25 липня 2012     |          |
| 26.                      | Axel F                                      | Crazy Frog                                               | 2.98                                 | 16 червня 2009    |          |
| 27.                      | "Mi Gente"                                  | J Balvin за участю Віллі Вільям                          | 2.97                                 | 29 червня 2017    |          |
| 28.                      | «Perfect»                                   | Ед Ширан                                                 | 2.94                                 | 9 листопада 2017  |          |
| 29.                      | «Waka Waka (This Time for Africa)»          | Шакіра за участю Freshlyground                           | 2.93                                 | 4 червня 2010     | [E]      |
| 30.                      | «Hello»                                     | Адель                                                    | 2.88                                 | 22 жовтня 2015    | [ B ]    |
| Станом на 20 лютого 2021 |                                             |                                                          |                                      |                   |          |

A  «Gangnam Style» перегнав «Baby» в листопаді 2012 року; Перше відео, що досягло 1 мільярда переглядів, 21 грудня 2012.. Перше відео, що переглянули 2 000 000 000 раз, 31 травня 2014
B  «Baby» перегнав попереднього переможця «Bad Romance» в липні 2010 року; Друге відео, що досягло 1000 000 000 переглядів, 24 лютого 2014
C  «Charlie…» перегнав «Evolution of Dance» і став номером 1 в жовтні 2009 року

## Цікаві факти
1. 10 квітня 2018 року невідомі хакери із угруповання Prosox and Kuroi'sh зламали аккаунти в ютуб і замінили оригінальний відеоролик кліпу «Despacito» своїм власним. На підміненому відео — люди в червоних костюмах і масках зі зброєю в руках. Також були змінені відео або підписи інших відомих виконаців, серед них Шакіри, Тейлор Свіфт, Селени Гомес і Дрейка.[35] Через кілька годин сервіс відновив всі відео.[36]
2. Станом на листопад 2017 року «Hello» — це найшвидше відео, яке охопило один мільярд переглядів, за 87 днів.
3. «Recipe for Disaster» — це найбільш переглядане немузичне відео всіх часів станом на листопад 2017 року.